# Park Won-jae
Park Won-jae (* 28. Mai 1984 in Pohang, Südkorea) ist ein ehemaliger südkoreanischer Fußballspieler.

## Karriere

### Verein
Park Won-jae begann seine Profikarriere 2003 bei den Pohang Steelers. Mit Pohang wurde er 2007 Südkoreanischer Meister und 2008 Südkoreanischer Pokalsieger. 2009 wechselte Park Won-jae nach Japan zu Ōmiya Ardija. Ein Jahr später kehrte er nach Südkorea zurück und schloss sich Jeonbuk Hyundai Motors an. Er gewann seitdem mit seiner Mannschaft sechs weitere Meisterschaften, kam aber zuletzt nur noch selten zum Einsatz. 2016 gewann er mit Jeonbuk die AFC Champions League.

### Nationalmannschaft
Park Won-jae debütierte 2008 für die südkoreanische A-Nationalmannschaft. Bei der Ostasienmeisterschaft 2008 gewann er mit Südkorea den Titel.

## Erfolge
Jeonbuk Hyundai Motors
- K League 1: 2014, 2015, 2017, 2018, 2019, 2020
- Korean FA Cup: 2020
- AFC Champions League: 2016